# Neopteryx frosti
Neopteryx frosti — вид рукокрилих, родини Криланових, ендемік Індонезії, де проживає в субтропічному або тропічному сухому лісі.

## Морфологія
Морфометрія. Виміри типового зразка: голова й тіло довжиною 105 мм, хвіст відсутній. Виміри трьох інших зразків: передпліччя довжиною 104,9—110,6 мм, вага 190, вагітної самиці 250 грам.
Опис. Товста, коротка шерсть, як правило, темно-жовтого або коричневого кольору. Писочок сепієвий з кремово-білими смугами зверху і з боків. Крил приєднані поблизу середньої лінії спини, створюючи враження, що спина без хутра. Великий палець має добре розвинений кіготь, але немає кігтя на вказівному пальці. 

## Поширення та екологія
Цей вид відомий тільки з двох населених пунктів на острові Сулавесі, Індонезія на 225 і 1000 м над рівнем моря. Мешкає в первинних лісах. 